# Siscla
La siscla o siscla de camp (Ammi majus), és una planta herbàcia perenne de la família de les apiàcies. Actualment es considera una planta cosmopolita però es creu que el seu origen es troba a la conca mediterrània oriental.
Addicionalment pot rebre els noms de ammió, api bord, api d'ase, bisnagues bordes, escuradents, estaca-rossins, safanòria borda i siscla de camps. També s'han recollit les variants lingüístiques àbit bord, àbit d'ase, àpit bord, safanària borda, safarnària borda i xistra.

## Etimologia
- Ammi: segons Umberto Quattrocchi, fa referència a un antic nom llatí d'una apiàcia, possiblement del grec ammos (arena).[3]
- majus: del llatí; major, la més gran.[4]

## Descripció
Teròfit, erecta de 2 a 10 dm d'alçada amb tiges estriades i glabres. Les fulles són alternes i estan molt dividides en folíols allargats; pecíols amb la base embeinant. Les flors són blanques i s'agrupen en umbel·les. El fruit és un esquizocarp oblong, comprimit lateralment, glabre i amb 2 mericarps amb 5 costelles cadascun. 2n = 22.

## Distribució i ecologia
La siscla es desenvolupa millor la seua part subterrània independentment de la textura i el pH del sòl, sempre que es mantinguen humits. Tendint en compte la informació anterior, cal adequar els regs a un punt intermedi tenint en compte factors com ara: temperatura, exposició al sol, humitat ambiental, etc. en quant a les seues necessitats lumíniques, és mitjanament exigent, pot situar-se en un lloc con semiombra o amb exposició directa al sol indistintament. Floreix de maig a setembre i fructifica al juny i juliol. Habita en camps de conreu de secà, vores de camins, llocs alterats i rostolls.
La siscla es creu originària d'Egipte. Actualment la seua distribució mundial és molt extensa. Aquesta espècie no consta a la Flora del Bages de Pius Font i Quer publicada l'any 1914, però al segle XXI sí que es troba a la comarca de Bages, amb les grans fluctuacions de població característiques de les plantes anuals arvenses.

## Noms vernacles
També rep els noms en català d'ammió, escuradents, estaca-rossins, bisnagues bordes, àbit d'ase, safanària borda, api d'ase, estaca-rossins i siscla de camp.

## Usos
s'ha conreat en jardins per la seua abundosa floració estiuenca. S'usava aplicant sobre la pell per tractar psoriasi i vitiligen. En dosis altes és tòxic motiu pel qual s'ha de tenir cura en la seua utilització. També posseeix propietats diürètiques.

## Galeria

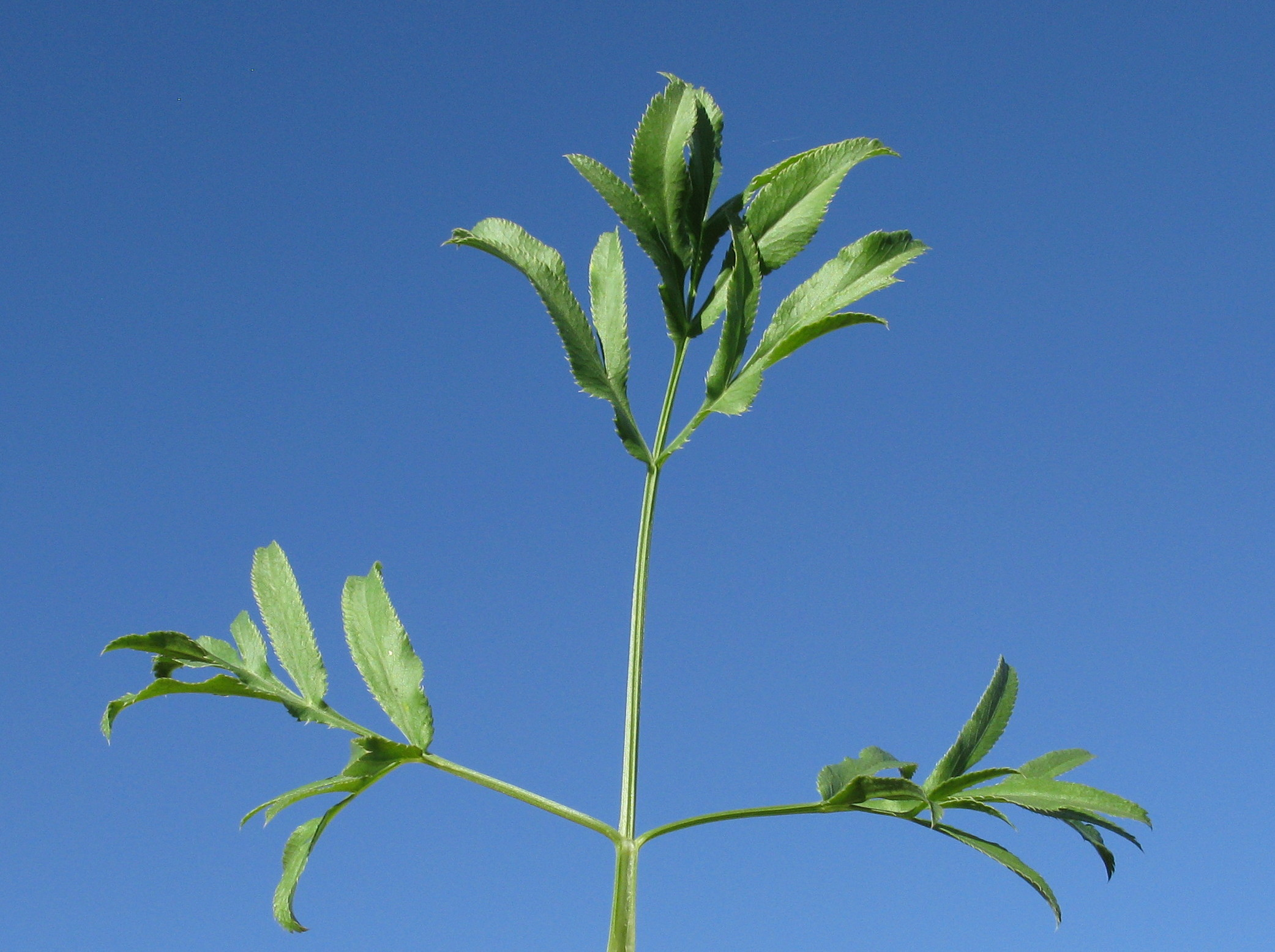
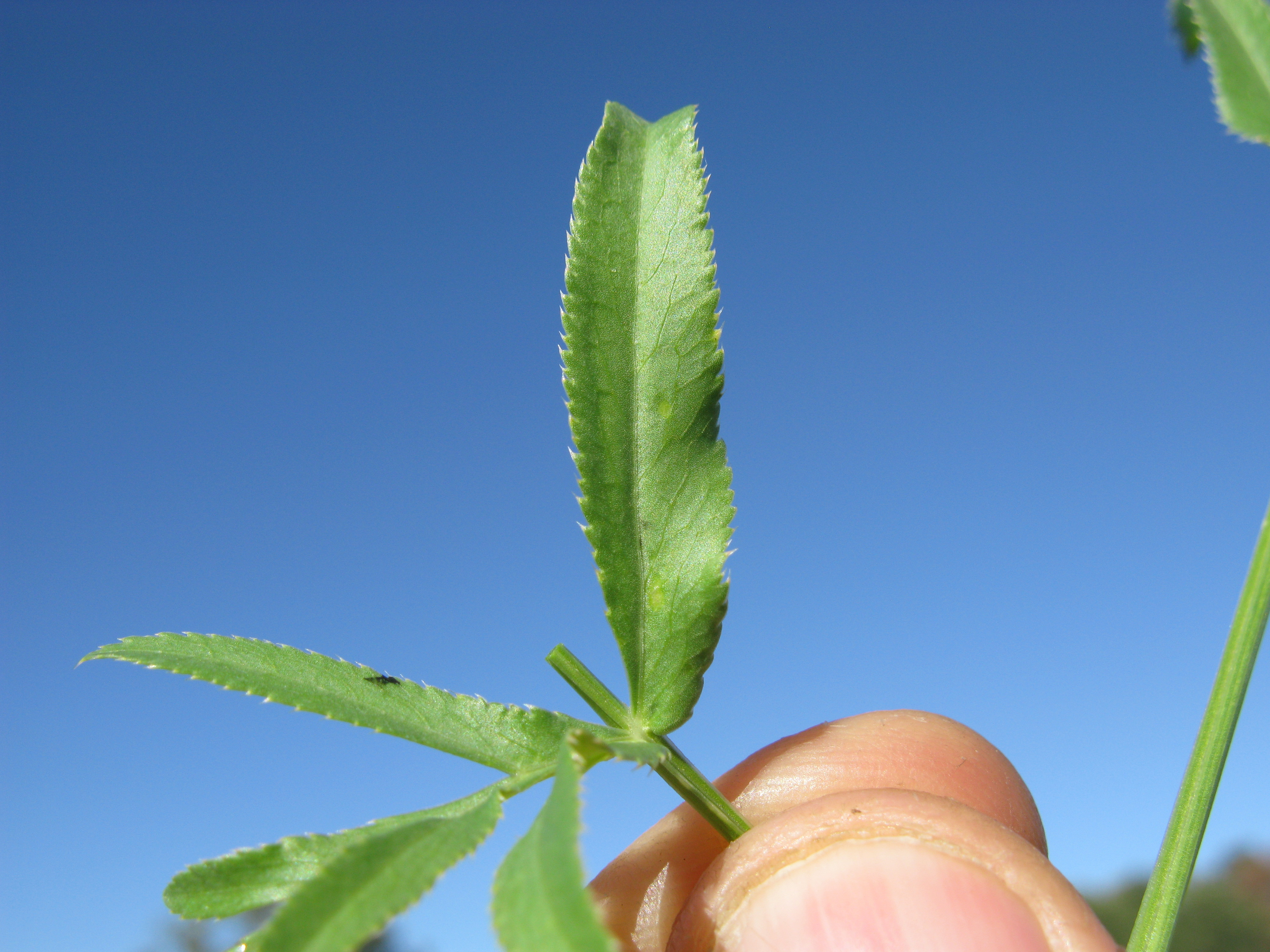
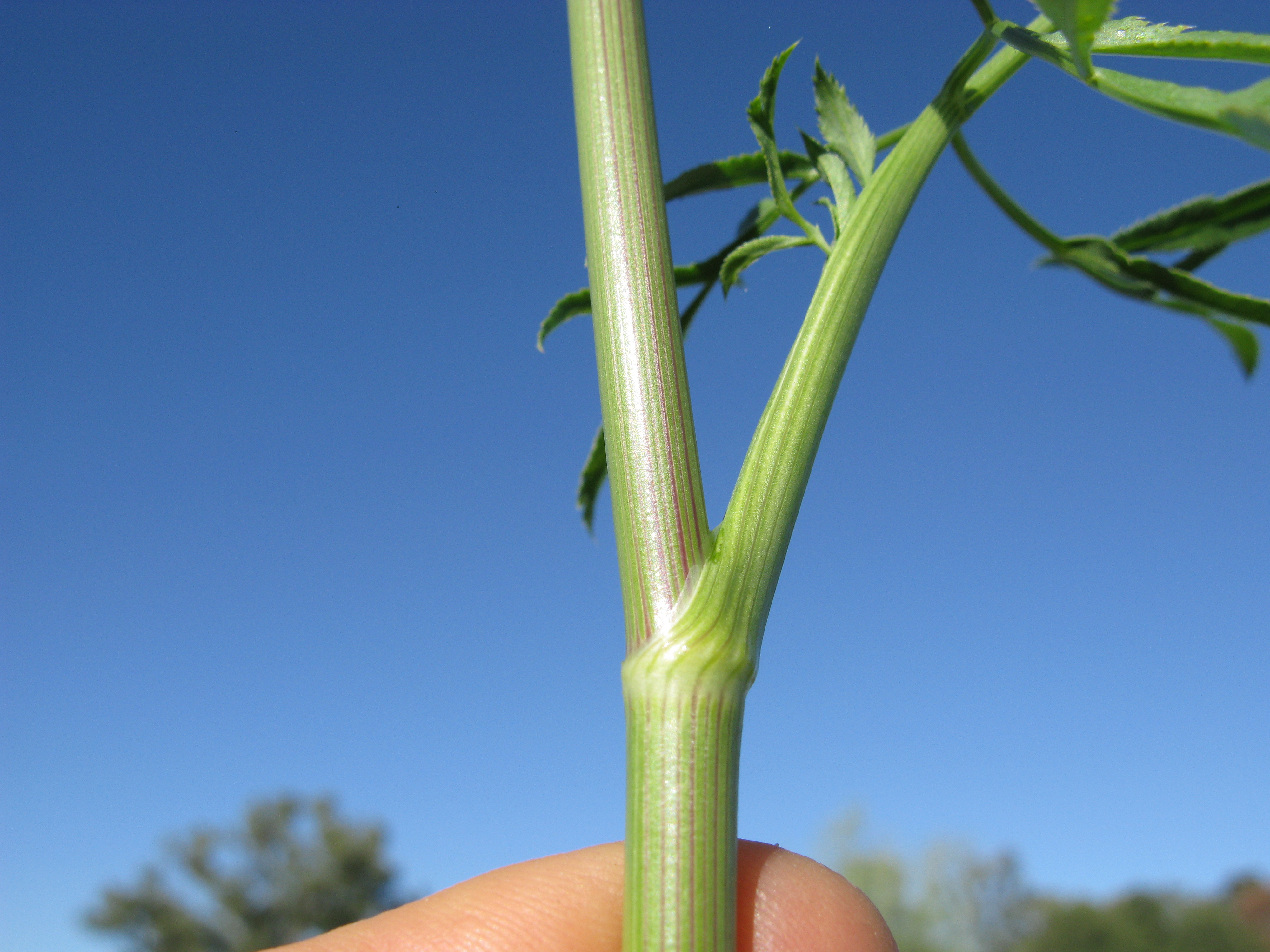
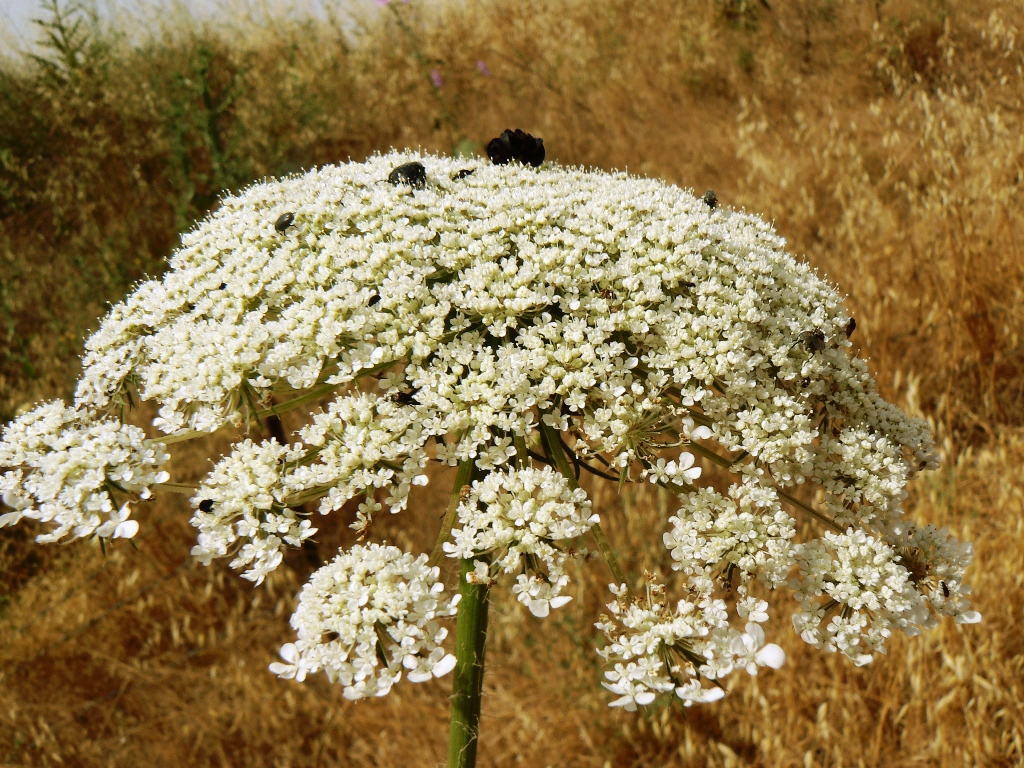
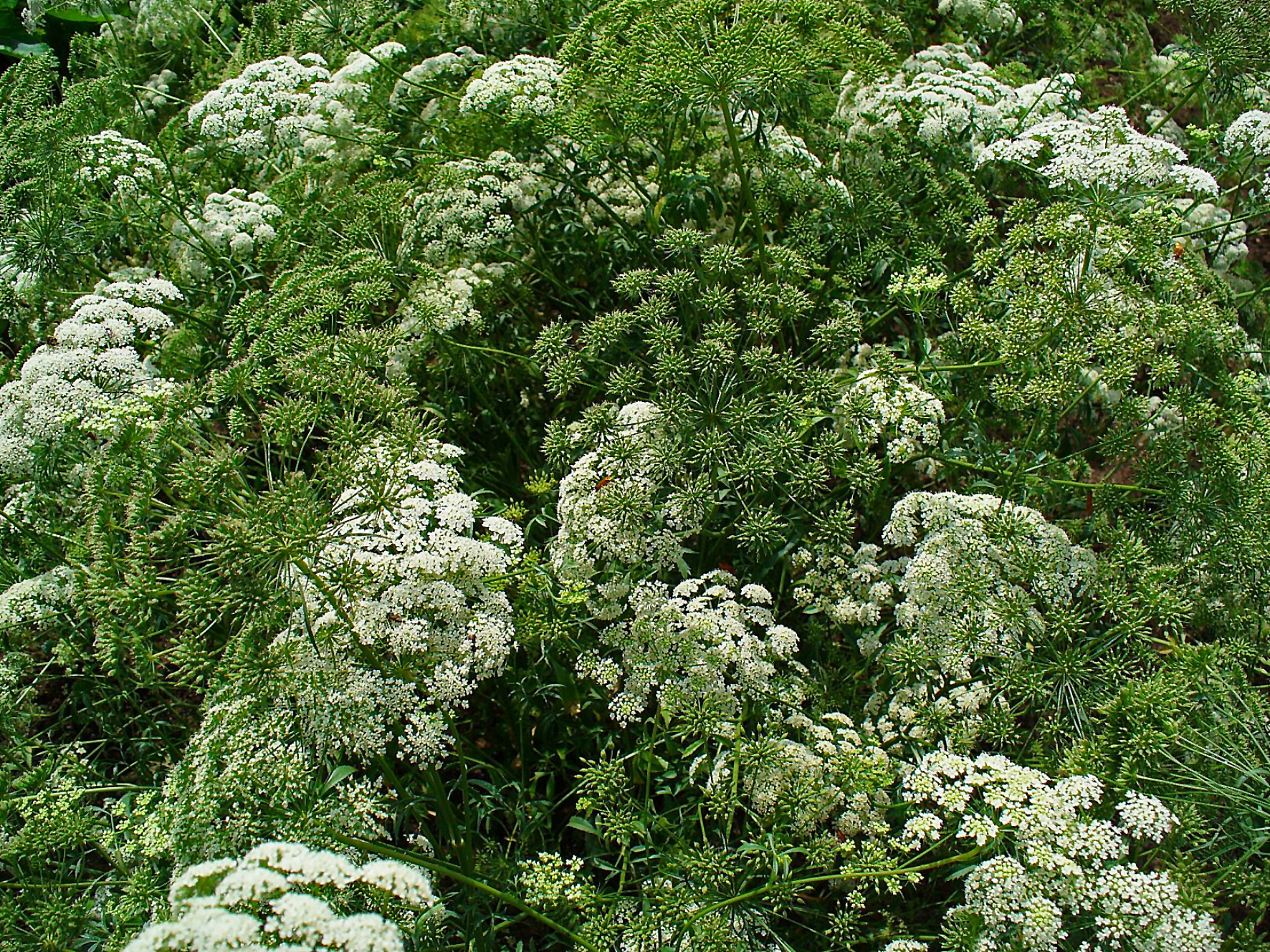
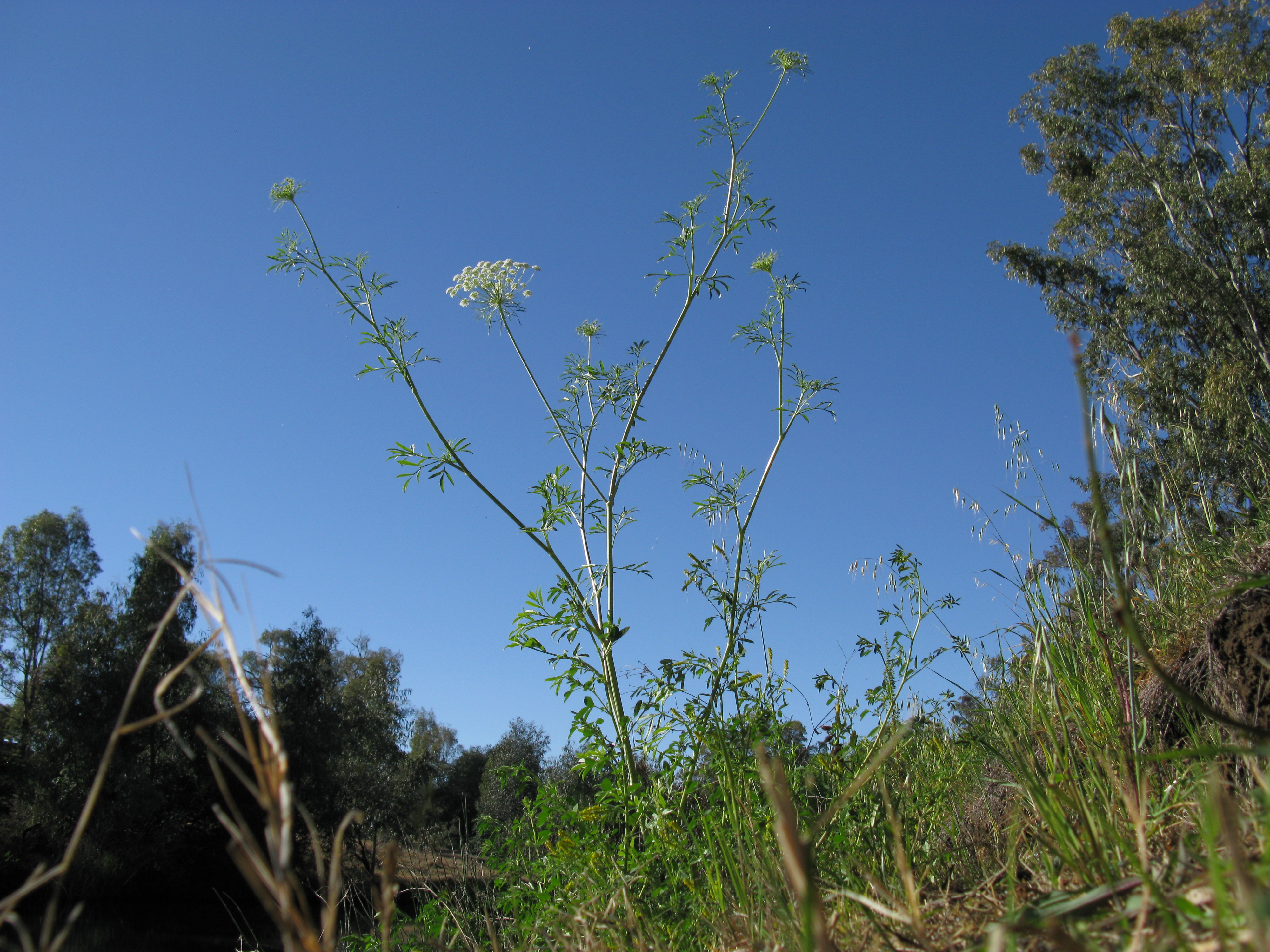